# 7A trolibusz (Szeged)
A szegedi 7A jelzésű trolibusz a Széchenyi tér és a Bakay Nándor utca között közlekedett. A viszonylatot a Szegedi Közlekedési Társaság üzemeltette.

## Története
2016. június 16-án a 7-es trolibusz betétjáratot kapott 7A jelzéssel a Bakay Nándor utca és a Széchenyi tér között.
2022. június 15-én megszűnt, helyette a 9-es trolibusz közlekedik a Bakay Nándor utcáig.

## Járművek
A vonalon általában Škoda, Mercedes, illetve Solaris szóló trolibuszok közlekednek.

## Útvonala
| Bakay Nándor utca felé                                                                                  | Széchenyi tér felé                                                                               |
| --- | ------------------------------------------------------------------------------------------------ |
| Széchenyi tér vá. – Kelemen utca – Mikszáth Kálmán utca – Bartók tér – Mars tér – Bakay Nándor utca vá. | Bakay Nándor utca vá. – Mars tér – Bartók tér – Attila utca – Nagy Jenő utca – Széchenyi tér vá. |

## Megállóhelyei
Az átszállási kapcsolatok között az azonos útvonalon közlekedő 7-es trolibusz nincs feltüntetve.
| 0   | Széchenyi tér végállomás                | 7-9 | 1, 2 5, 9, 19 32, 60, 60Y, 67, 67Y, 70, 71, 71A, 72, 72A                                                      |
| 1-2 | Centrum Áruház                          | ∫   | 5, 9, 19 20, 24, 60, 60Y, 67, 67Y, 70, 71, 71A, 72, 72A, 74, 76, 76Y                                          |
| ∫   | Bartók tér                              | 6-7 | 5, 9, 19 60, 60Y, 67, 67Y, 70, 71, 71A, 72, 72A, 74, 76, 76Y                                                  |
| 2-4 | Mars tér (piac bejárat)                 | ∫   | 5, 9, 19 21, 60, 60Y, 64, 67, 67Y, 70, 71, 71A, 72, 72A, 73, 73Y, 74, 75, 76, 76Y, 77, 77A, 77Y, 78, 78A, 79H |
| ∫   | Attila utca (Mars tér)                  | 5-6 | |
| 3-5 | Londoni körút (Bakay Nándor utca)       | 4   | |
| 4-6 | Huszár utca                             | 3   | |
| 5-7 | Mura utca                               | 2   | |
| 6-8 | Bakay Nándor utca (Vásárhelyi Pál utca) | 1   | |
| 7-9 | Bakay Nándor utca végállomás            | 0   | |